# برايت وليامز
برايت وليامز (بالإنجليزية: Bright Williams)‏ هو عسكري نيوزيلندي، ولد في 27 فبراير 1897، وتوفي في 13 فبراير 2003 في هاستينجس في نيوزيلندا.